# مونتيمور نوفو
مونتيمور نوفو هي مدينة من مدن البرتغال. يبلغ عدد سكانها 17,437 نسمة وذلك حسب إحصائيات سنة 2011. تبلغ مساحتها 1232.97 كم².

## معرض صور

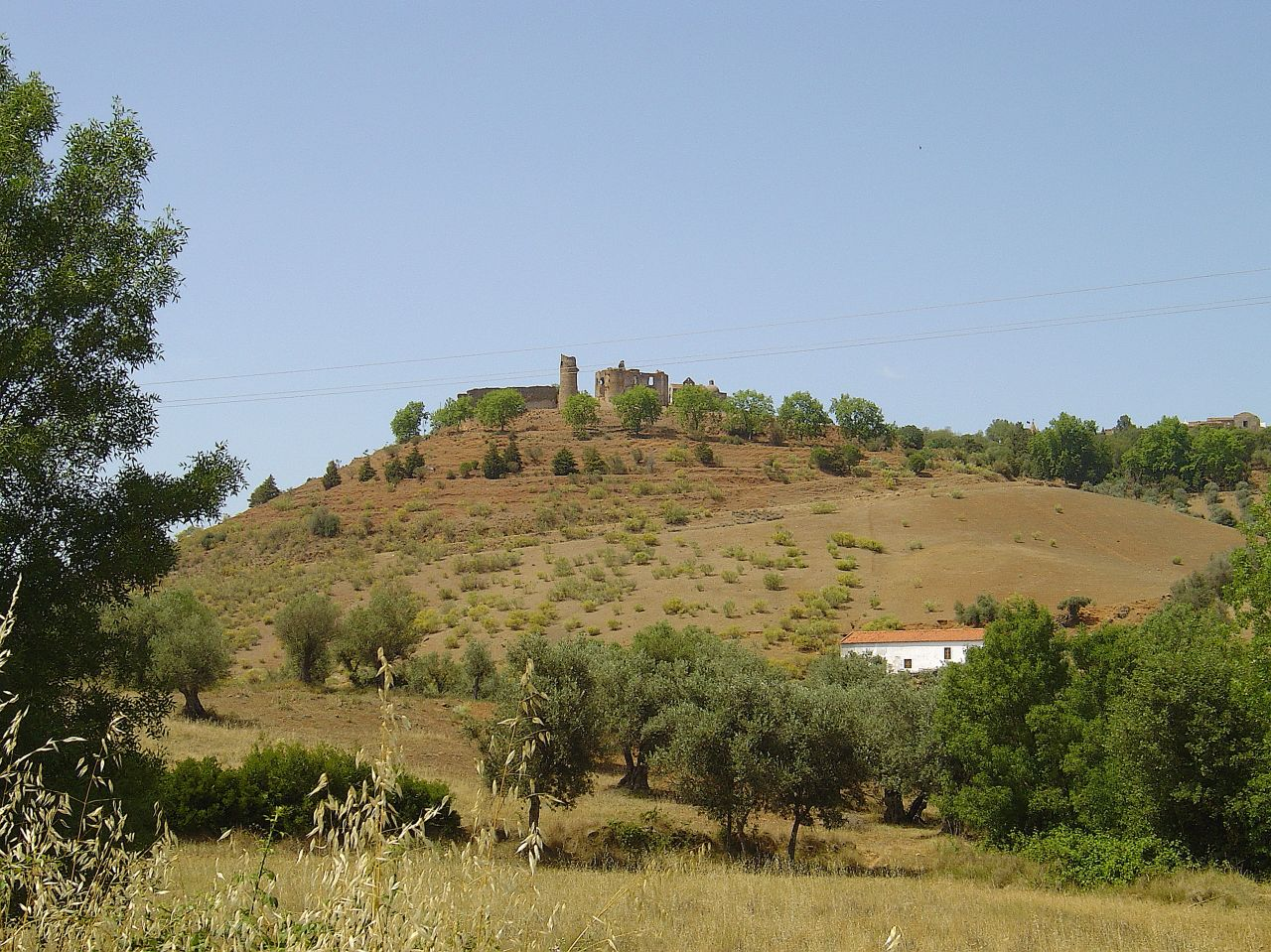
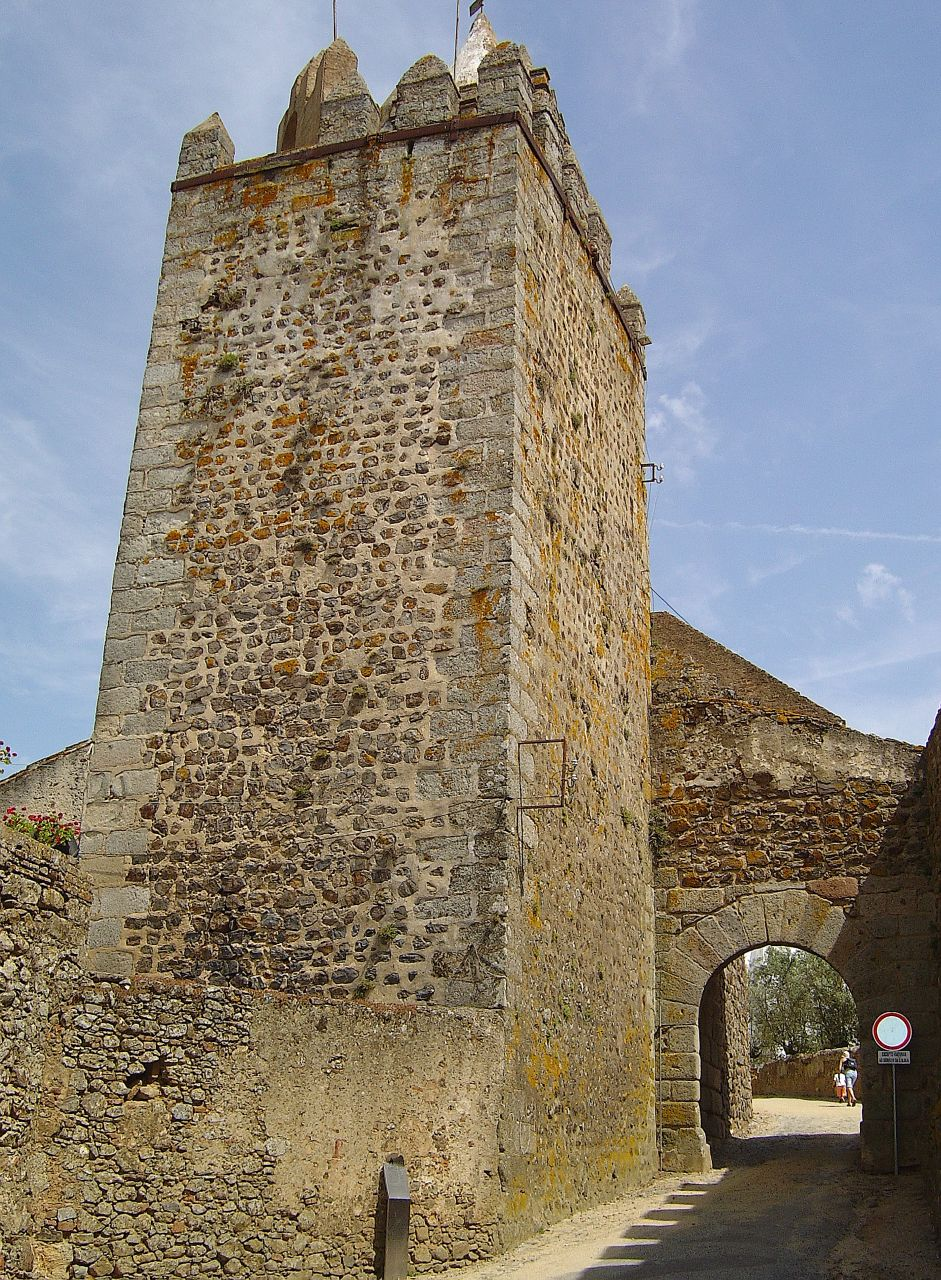
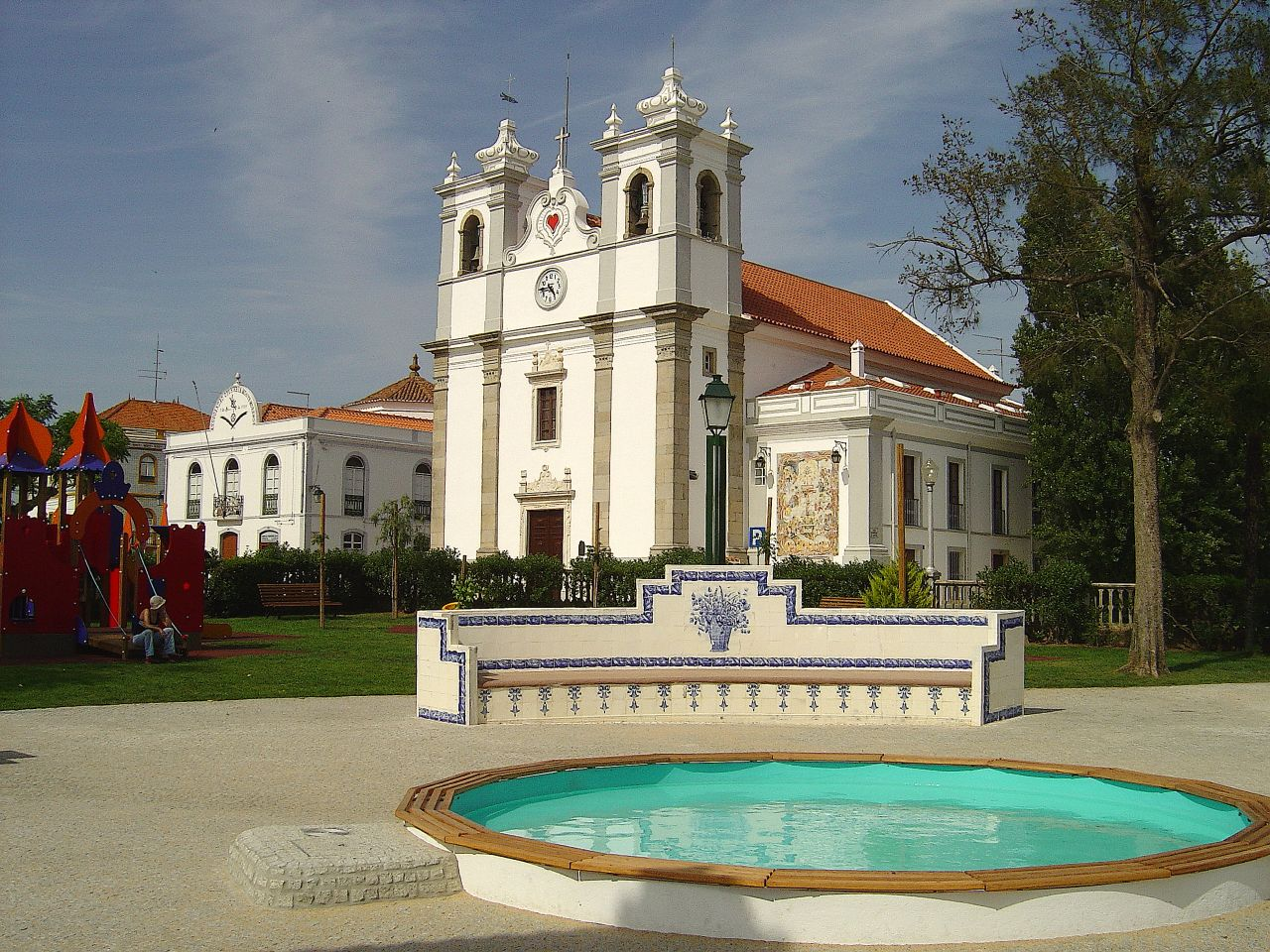

## توأمة
لمونتيمور نوفو اتفاقيات توأمة مع:
- بونتيديرا

## وصلات خارجية
- الموقع الرسمي